# Brovales
Brovales es una pedanía del municipio español Jerez de los Caballeros, perteneciente a la provincia de Badajoz (comunidad autónoma de Extremadura).

## Situación
Se sitúa en el extremo sudoccidental de la comarca de Sierra Suroeste, sobre un terreno accidentado y agreste dominado por dehesas de tupidos encinares, sobre la carretera EX-112, entre las ciudades de Jerez de los Caballeros y Zafra, junto al embalse del mismo nombre que recoge las aguas del arroyo Brovales, afluente del río Ardila, y que se utiliza para el regadío de tierras. Pertenece al Partido judicial de Jerez de los Caballeros.

## Historia
Localidad de nueva planta que data del año 1959 fruto de la planificación del Plan Badajoz con objeto de dar vivienda y trabajo a los colonos que llegaron de otros pueblos cercanos. A cada familia se le adjudicó una casa y su parcela de regadío correspondiente por el IRYDA a amortizar en 60 años.
Desde el punto de vista ambiental se considera uno de los "pueblos blancos de Extremadura". 
Como antecedente histórico tenemos escritos del año 1503 que hacen referencia a su ermita de Santa María de Brovales, actualmente en ruinas.

## Patrimonio
- Iglesia parroquial católica de Nuestra Señora del Valle, en la Archidiócesis de Mérida-Badajoz.[1]
- El Pontón: antiguo y pequeño puente romano.[2]
- Iglesia de Santa María: de origen visigodo, fue destruida en 2021[3]